# Орден Святого Григория Великого
Орден Святого Григория Великого (лат. Ordo Sancti Gregorii Magni, итал. Ordine Equestre Pontificio di San Gregorio Magno) — папский рыцарский орден, четвёртый по рангу орден Святого Престола.

## История
Орден был учреждён папой Григорием XVI 1 сентября 1831 года посланием Quod summis quibusque в память одного из учителей католической церкви Святого Григория Великого, Папы Римского (590—604). Орденом награждаются военные и гражданские лица за верность и заслуги перед Святым Престолом. Военная награда вручалась гвардейцам и милиции, охранявшим папский двор, а также военнослужащим за заслуги перед Папой. В 1834 году Папа Григорий XVI в своём послании Cum amplissima honorum назначил своего старшего кардинала Великим канцлером ордена Св. Григория. Это единственный папский орден, который имел должность Великого канцлера, до того как Папа Пий X в своей конституции De Ordinibus Equestribus в 1907 году назначил кардинала-секретаря Великим канцлером всех папских рыцарских орденов. Пий X реформировал орден в своём послании Multum ad excitandos от 7 февраля 1905 года, приспособив его к новым обстоятельствам жизни Церкви и общества. В настоящее время орден вручается за выдающиеся заслуги перед непосредственно Верховным Понтификом и Святым Престолом, католической церковью и обществом.

## Знак ордена
Знак ордена — золотой мальтийский крест, покрытый красной эмалью с золотыми шариками на его концах. В центре медальона на голубой эмали помещено погрудное изображение святого Григория Великого и Святого Духа в виде голубя в окружении надписи на золотом фоне: S. GREGORIUS MAGNUS. На оборотной стороне медальона на голубой эмали воспроизведён девиз ордена, окружённый надписью: GREGORIUS XVI P.M. ANNO I. Знак ордена, выдававшийся за гражданские заслуги, подвешен к лавровому венку с зелёной эмалью, за военные — к золотому трофею. Звезда ордена — серебряная восьмиконечная с наложенным поверх неё знаком ордена без венка или трофея — помещается на левой стороне груди.

## Классы
Первоначально орден имел четыре класса:
- Кавалер/Дама Большого креста
- Командор со звездой и Дама-командор со звездой
- Командор и Дама-командор
- Рыцарь/Дама.

|         |                      |                      |                          |  |
| Кавалер | Командор 2-го класса | Командор 1-го класса | Кавалеры Большого Креста |  |

В 1834 году количество классов было формально сокращено до трёх:
- рыцари Большого креста
- командоры со звездой и без звезды
- рыцари.

## Иллюстрации

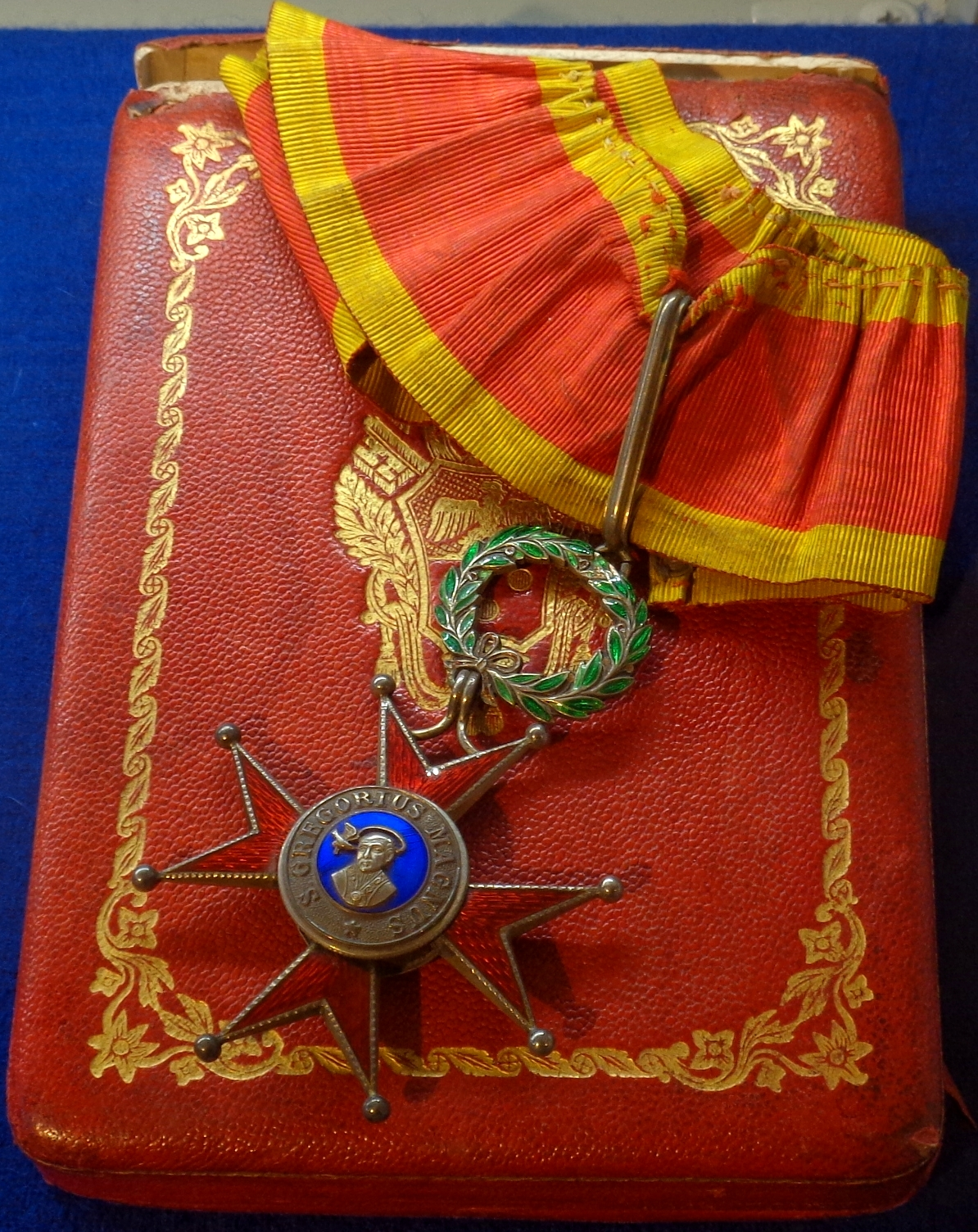
Знак командора для гражданских лиц
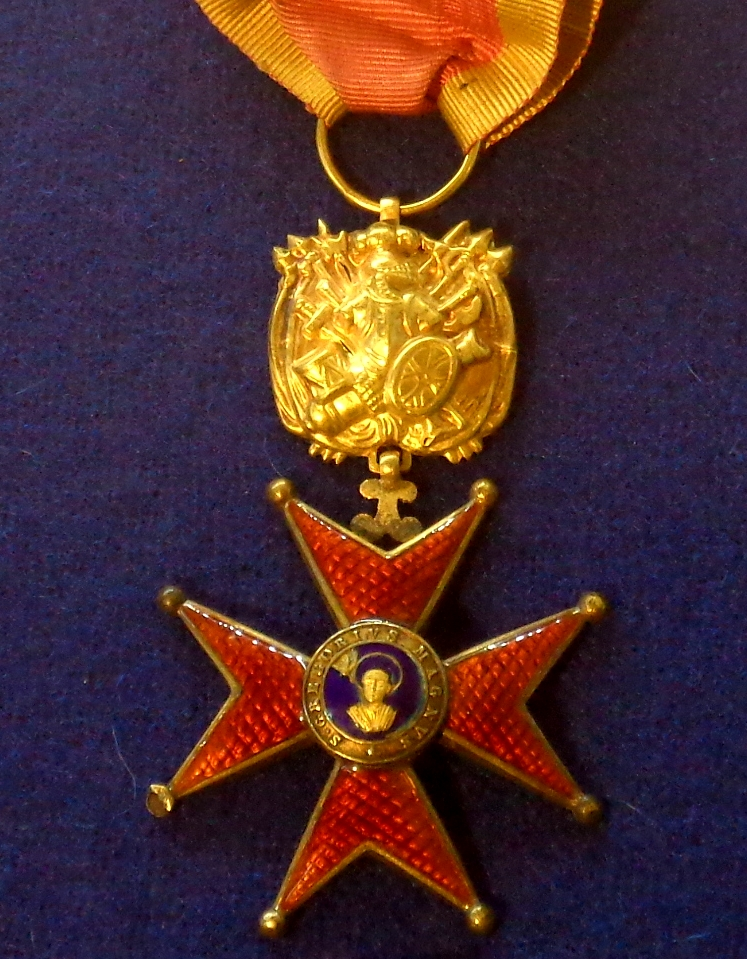
Знак кавалера для военных

## Известные члены ордена
- Акоп Казазян-паша, министр финансов Османской империи.
- Оноре Мерсье, премьер-министр Квебека (Большой Крест)
- Мэтт Басби, главный тренер английского клуба «Манчестер Юнайтед» в 1945—1969 и 1970—1971 годах (рыцарь-командор);
- Кампана, Джан Пьетро, итальянский аристократ, маркиз, коллекционер произведений искусства
- Хоуп, Долорес (певица, меценат, дама-командор со звездой) и Боб Хоуп (американский комик), 1998;
- Рикардо Монтальбан, 1998, мексиканский и американский актёр;
- Мёрдок, Руперт, 1998, австралийский предприниматель, медиамагнат (рыцарь);
- Кеннеди Шрайвер, Юнис, 2006, американская активистка, представительница клана Кеннеди;
- Бэттл, Джон, 2009, британский политик, член Лейбористской партии.
- Шиндлер, Оскар, судетский немецкий промышленник, спасший почти 1200 евреев во время Холокоста
- Пашазаде, Аллахшукюр Гуммет оглы, глава Управления мусульман Кавказа, пожизненный шейх-уль-ислам (с 2003)
- Лукасевич, Игнатий, польский фармацевт, химик-технолог и предприниматель армянского происхождения.
- Честертон, Гилберт Кит — английский писатель (рыцарь-командор со звездой).
- Маклаков, Георгий Николаевич — почетный профессор Лилльского католического университета.
- Эрбийон, Эмиль — французский дивизионный генерал.